# Coordonnées plückeriennes
Les coordonnées plückeriennes sont des coordonnées grassmanniennes particulières. Inventées par Julius Plücker, elles ont ensuite été généralisées entre 1832 et 1839 par Hermann Grassmann.

## Définition
On considère la grassmannienne {\displaystyle G(2,4)} formée par les sous-espaces de dimension {\displaystyle 2} d'un espace de dimension {\displaystyle 4}, c'est-à-dire la plus simple des grassmanniennes qui ne soit pas un espace projectif. Elle a été identifiée par Plücker comme l'ensemble des droites de l'espace projectif de dimension 3.
On considère un élément de cette grassmannienne (c'est-à-dire un plan vectoriel de {\displaystyle \mathbb {R} ^{4}}) et deux vecteurs indépendants
{\displaystyle X=(x_{0},x_{1},x_{2},x_{3}),Y=(y_{0},y_{1},y_{2},y_{3})}
qui l'engendrent. On forme la matrice obtenue en concaténant leurs coordonnées dans la base canonique :
{\displaystyle M={\begin{pmatrix}x_{0}&y_{0}\\x_{1}&y_{1}\\x_{2}&y_{2}\\x_{3}&y_{3}\end{pmatrix}}}.
On note pour coordonnées primaires les 6 déterminants suivants, définis pour  {\displaystyle i,j} distincts 2 à 2 pris parmi {\displaystyle 0..3}.
{\displaystyle p_{ij}={\begin{vmatrix}x_{i}&y_{i}\\x_{j}&y_{j}\end{vmatrix}}=x_{i}y_{j}-x_{j}y_{i}}.
On les range traditionnellement dans l'ordre suivant : {\displaystyle (p_{0,1},p_{0,2},p_{0,3},p_{2,3},p_{3,1},p_{1,2})}.
On montre les résultats suivants :
- Si {\displaystyle X'=(x'_{0},x'_{1},x'_{2},x'_{3}),Y'=(y'_{0},y'_{1},y'_{2},y'_{3})} engendrent le même plan, alors les coordonnées primaires associées à ce couple sont proportionnelles aux coordonnées précédentes.
- Réciproquement, si deux couples ont des coordonnées primaires proportionnelles, ils engendrent le même plan.

En particulier, les coordonnées primaires ne s'annulent pas et ce qui précède donne l'existence d'une injection de la grasmannienne {\displaystyle G(2,4)} dans l'espace projectif {\displaystyle P^{5}\mathbb {R} } (son image sera décrite dans la section suivante).
Les points de la grassmannienne sont donc entièrement déterminés par la donnée du sextuplet de coordonnées homogènes : {\displaystyle (p_{01}:p_{02}:p_{03}:p_{23}:p_{31}:p_{12})} ; ce sont les coordonnées plückeriennes du plan correspondant.

## Exemples
Le plan vectoriel engendré par le vecteur {\displaystyle (e_{0},e_{1})} de la base canonique a pour coordonnées plückeriennes : {\displaystyle (1:0:0:0:0:0)}.
Le plan vectoriel de coordonnées plückeriennes : {\displaystyle (0:1:0:0:0:0)} est le plan engendré par les vecteurs {\displaystyle (e_{0},e_{2})} de la base canonique.

## Relation de Plücker
De façon générale, les images de la grassmannienne par le plongement plückerien satisfont des relations polynomiales quadratiques assez simples.
Dans le cas de la dimension 4 et des coordonnées de Plücker ({\displaystyle k=2}). Ces équations se résument à une seule,  appelée relation de Plücker, de sorte que la  grassmannienne se réalise par ce biais comme une sous variété de dimension 4 de {\displaystyle \mathbf {P} (\wedge ^{2}(\mathbb {R} ^{4}))}.
La relation de Plucker est :
{\displaystyle p_{0,1}p_{2,3}-p_{0,2}p_{1,3}+p_{1,2}p_{0,3}=0}.
Elle peut s'obtenir aisément en développant un déterminant d'ordre 4 par blocs d'ordre 2 et en considérant le cas particulier ou les colonnes sont redoublées.